# Liquid Peace of Me
Liquid Peace of Me é o terceiro álbum do guitarrista virtuoso brasileiro Sérgio "Serj" Buss.
O álbum conta com participações especiais de grandes músicos, como: Aquiles Priester, Brett Garsed, Blues Saraceno, Claudinho Infante, Diego Porres, Edu Ardanuy, Fabio Zaganin, Lauro de Castro, Luiz Sacoman, Marcelo Barbosa, Otávio de Moraes, Serginho Carvalho, Steve Blucher, TJ Helmerich, entre outros.
O CD é todo autoral e instrumental.

## Faixas
01. Brain cracked (3:29)

02. A Rainha dos condenados (4:23)

03. O outro lado (3:06)

04. Thinking heads (3:57)

05. No chão (4:37)

06. O Anjo do silêncio (4:28)

07. Would you? (3:10)

08. Lines and curves (5:22)

09. Time to heal (7:53)

10. Herói de mentira (5:12)

11. Hostile (4:05)

12. Premonition	(5:53)

13. Towards a precipice	(7:08)

14. Liquid piece of me (2:15)

15. A second prayer (3:46)

16. Zero mind (1:56)

17. We die (2:49)